# Macharbiek Chadarcew
Macharbiek Chazbijewicz Chadarcew (Махарбек Хазбиевич Хадарцев; ur. 2 października 1965 w Suadagu w Północnoosetyjskiej ASRR) – radziecki, rosyjski i uzbecki zapaśnik pochodzenia osetyjskiego. Walczył w stylu wolnym w kategorii półciężkiej.
Czterokrotny olimpijczyk. Złoty medalista Igrzysk w Seulu 1988 i Barcelonie 1992, srebrny w  Atlancie 1996. Zajął czternaste miejsce w Sydney 2000. Za pierwszym razem startował w barwach ZSRR, za drugim Wspólnoty Niepodległych Państw, po raz trzeci w barwach Rosji a na czwartej olimpiadzie reprezentował Uzbekistan.
Ośmiokrotny  medalista Mistrzostw Świata. Był mistrzem w 1986, 1987, 1989, 1990 i 1991, srebrnym medalistą tej imprezy w 1994 i 1995 oraz brązowym w 1993. Stawał na podium mistrzostw Europy (złoto w 1987, 1988, 1991, 1992, 1995). Pierwszy w Pucharze Świata w 1986, 1988 i 1990; drugi w  1989.
Złoty medalista mistrzostw ZSRR w 1986, 1987 i 1988, brązowy medal w 1985. Mistrz Rosji w 1994.
W 2005 roku zaliczony do Galerii Sławy FILA. Po zakończeniu kariery został biznesmenem i politykiem. W 2011 roku wybrany do Dumy Państwowej Rosji.